# Carlos Schlieper
Carlos Schlieper (né le 23 septembre 1902 à Buenos Aires et mort le 11 avril 1957  dans cette même ville) est un réalisateur argentin. 

## Filmographie partielle
- 1939 : Cuatro corazones (en)
- 1942 : Mañana me suicido
- 1947 : Madame Bovary (en)
- 1947 : S.O.S. grand'mère (El retrato)
- 1950 : Arroz con leche
- 1955 : Mi marido y mi novio
- 1956 : Alejandra
- 1957 : Las campanas de Teresa